# Cat Deeley

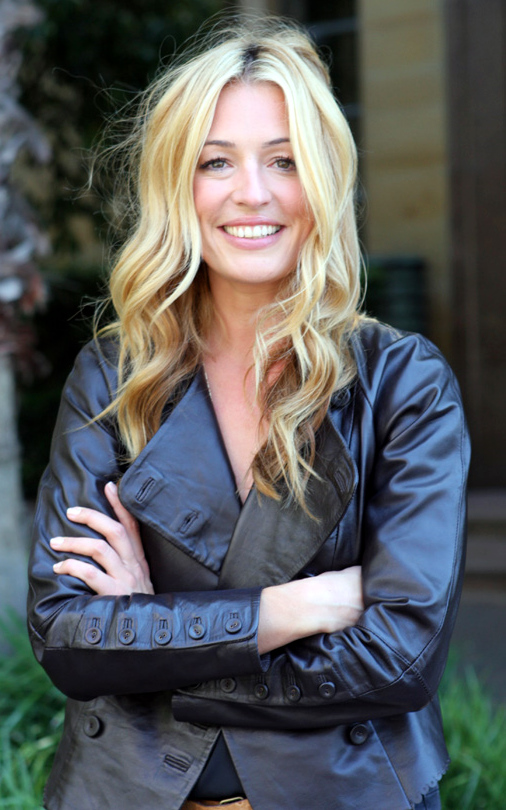
Cat Deeley (2011)

Catherine Elizabeth „Cat“ Deeley (* 23. Oktober 1976 in West Bromwich) ist eine englische Fernsehmoderatorin, Schauspielerin, Sängerin und Model.
Von 1998 bis 2002 moderierte sie das Kinderprogramm SMTV Live und dessen Spin-off-Chartshow CD:UK. 2001 gewann sie einen children’s BAFTA. Sie moderierte auch die Fame Academy auf BBC und die Brit Awards 2004. Seit 2006 moderiert Deeley die amerikanische Tanzshow So You Think You Can Dance, wofür sie vier Mal für den Primetime Emmy Award for Outstanding Host for a Reality or Reality-Competition Program nominiert wurde.
Seit 2003 ist sie Schirmherrin vom Londoner Great Ormond Street Hospital, das kranke Kinder medizinisch versorgt. Im Dezember 2009 wurde sie zur UNICEF-Botschafterin ernannt.

## Anfänge
Deeley wurde in West Bromwich geboren, wuchs in Sutton Coldfield und Great Barr auf. Sie besuchte die Grove Vale Junior School gefolgt von der Dartmouth High School in Great Barr, wo sie Klarinette in der Sandwell Youth Concert Band spielte. Sie ging dann auf die Oberstufe in der Bishop Vesey's Grammar School in Sutton Coldfield.
Mit 14 Jahren nahm sie an einer Regionalveranstaltung eines Wettbewerbs der BBC für die The Clothes Show teil, bei der sie das nationale Finale erreichte. Mit 16 wurde sie von einem Agent von Storm Model Management entdeckt, und rasch als Model unter ihrem Spitznamen Cat gebucht, der für Klienten einen höheren Wiedererkennungswert aufwies.

## Karriere
Deeley übte die Modeltätigkeit eine Zeit lang hauptberuflich aus. Als 1997 ihr Vertrag mit Storm Änderungen erfuhr, ließ sie diese Tätigkeit hinter sich. Hiernach wechselte sie zu MTV, wo sie zusammen mit Edith Bowman die Chartshow Hitlist UK präsentierte. Von 1998 bis 2002 war sie Ko-Moderatorin zusammen mit dem Duo Ant & Dec auf dem samstäglichen Morgenprogramm für Kinder SMTV Live und moderierte zudem die Spin-Off Programme CD:UK (1998–2005) und CD:UK Hotshots. Auf SM:TV Live mimte sie des Öfteren die etwas abgeneigte Assistentin, wann immer in der Show ein Zauberkünstler einen Auftritt hatte.
2001 gewann sie einen British Academy Children’s Award. 2002 war sie in einer Fernsehwerbung für Marks & Spencer zu sehen. Weitere Programme, die sie moderierte, waren u. a. The Record of the Year, Fame Academy, die 2004 Brit Awards und Stars in Their Eyes.
Seit 2011 wirkte Deeley in Episodenrollen verschiedener Fernsehserien mit. In Deadbeat verkörperte sie die tragende Rolle der Camomile.

## Wohltätigkeit
2003 wurde Deeley eine Schirmherrin des Londoners Great Ormond Street Hospital. Sie ist auch eine aktive Unterstützerin von UNICEF. Im Jahr 2008 besuchte sie einige Projekte von UNICEF auf den Philippinen, einschließlich deren Soccer Aid 2 Projekt in Manila. Im Dezember 2009 wurde sie zur UNICEF Botschafterin ernannt.

## Privatleben
Zwischen 2001 und 2006 traf sie sich mit Geschäftsmann Mark Whelan. Sie hatte eine zweijährige Beziehung mit Jack Huston. Im Jahr 2011 war sie für vier Monate mit Michael McMillian liiert.
Anfang 2012 gab Patrick Kielty bekannt, dass er und Deeley eine Beziehung haben. Sie heirateten am 30. September 2012 in Rom. Am 19. Januar 2016 brachte Deeley einen Sohn zur Welt.